# Villarrabé
Villarrabé is een gemeente in de Spaanse provincie Palencia in de regio Castilië en León met een oppervlakte van 80,29 km². Villarrabé telt 211 inwoners (1 januari 2016).

## Demografische ontwikkeling
Bron: INE, 1857-2011: volkstellingen
Opm.: In 1857 werden de gemeenten San Llorente del Páramo, San Martín del Valle en Villambroz aangehecht